# إدوارد كاري (كاتب مسرحي)
إدوارد كاري (بالإنجليزية: Edward Carey)‏ هو كاتب مسرحي بريطاني، ولد في 1970 في North Walsham ‏ في المملكة المتحدة.

## وصلات خارجية
- الموقع الرسمي